# Иероглифический словарь
Иероглифи́ческий слова́рь:
1) Словарь, описывающий не слова, а иероглифы как единицы письменного языка. Такой словарь называют также словарём иероглифов.
2) Словарь японского или корейского языка, в котором слова упорядочены в порядке следования иероглифов, а не в фонетическом порядке каны или хангыля соответственно.

## Сортировка китайских и основанных на них иероглифов
Традиционно иероглифы упорядочиваются по системе ключей. Классическая система ключей состоит из 214 знаков, следующих в определённом порядке — соответственно и все иероглифы разбиваются на 214 групп. Далее, внутри каждой группы иероглифы разбиваются на подгруппы в зависимости от того, сколько черт нужно добавить к ключу, чтобы получить данный иероглиф.
Эта система широко используется, но она не всегда удобна. У многих иероглифов трудно определить ключ. Количество черт тоже не всегда определяется однозначно.
Есть и другие способы сортировки иероглифов по их форме (по общему числу черт, по четырём углам и др.).
Другой способ сортировки — фонетический. Чтение иероглифа записывают, например, каной для японского языка, хангылем для корейского и пиньинем для китайского. Фонетические записи затем сортируют обычным алфавитным способом. Чтобы найти иероглиф в таком словаре, нужно знать его чтение. Если у иероглифа есть несколько разных чтений, то он оказывается в словаре в нескольких разных местах.
Поскольку ни один способ сортировки не идеален, то в словарях обычно поступают так: один из способов берётся в качестве основного, а в конце словаря даются указатели по другим системам — благодаря этому повышаются шансы найти «трудный» иероглиф. Так, если в корпусе словаря иероглифы отсортированы по ключам, то в конце приводятся фонетический указатель, указатель по общему числу черт и другие. Как правило, статьи в корпусе словаря пронумерованы; эти номера используются для ссылок в дополнительных указателях.

## Исторические китайские словари
Древнейшим иероглифическим словарем можно считать Эръя (爾雅, 尔雅), одну из книг конфуцианского Тринадцатикнижья. Эръя построен по "энциклопедической" системе. Слова в нем разделены на 19 отделов по темам. 
В дальнейшем, поскольку наибольшая часть китайских иероглифов состоит из двух частей — ключевой и фонетической, располагать иероглифы стали по ключам или фонетически. Изначально возникали значительные трудности в выделении ключей и их расположении. Различных ключей выделялось огромное количество. Например, в древнейшем ключевом словаре «Шовэнь цзецзы» (说文解字)  (составил Сюй Шэнь в 100 г.н.э.) их число 540. Впоследствии система ключей была в XVII веке упрощена Мэй Инцзо с сокращением её до 214 ключей, которые и используются по настоящее время. Порядок расположения по ключам состоит в том, что ключевые знаки и сами иероглифы расположены по числу черт (сначала состоящие из одной черты, потом из двух, трех и т. д.). Самый знаменитый словарь по этой системе — «Канси цзыдянь» (康熙字典), изданный в 1716 г. по повелению императора Канси. 
Удобство ключевой системы — легкость нахождения иероглифа по его очертанию. Словари с расположением по фонетической системе, напротив, предназначаются для людей, знающих иероглиф по его чтению. Этих словарей два рода. В тонических каждый моносиллаб перебирается со всеми интонациями. По этой системе составлен, например, словарь «Вуфан юаньинь» (1710 г.) и Китайско-русский словарь арх. Палладия и Попова (Пекин, 1888 г.). По рифмической системе сначала перебираются звуки под первым тоном, потом под вторым и т.д. Назначение этих словарей — служить для облегчения нахождения рифмы. 
Есть и еще одна система расположения китайских иероглифов, предложенная русским профессором В. П. Васильевым и названая им графической. Суть этой системы в том, что иероглифы расположены в том порядке, в каком они могут быть получены из одной главной черты путем наращения других черт. По этой системе отпечатан в 1892 г. словарь профессора Д. А. Пещурова.